# Narcisse Virgilio Díaz de la Peña
Narcisse Virgilio Díaz de la Peña, francoski slikar Barbizonske šole, * 20. avgust 1807, † 18. november 1876.

## Življenje
Diaz se je rodil v Bordeauxu španskim staršem. Diaz je pri desetih letih postal sirota in nesreča je spremljala njegova zgodnja leta. Ugriznil ga je plazilec v Meudonovem gozdu blizu Sèvresa, kamor so ga odpeljali živeti prijatelji njegove matere. Ugriz je bil slabo oskrbljen in na koncu je izgubil nogo. Vendar je, kot se je izkazalo, lesen štrcelj, ki je nadomestil nogo, postal znan.
Pri petnajstih je vstopil v ateljeje v Sèvresu, najprej se ukvarjal z dekoracijo porcelana in se pozneje preusmeril na slikarstvo. Turški in orientalski prizori so ga pritegnili in se je lotil slikanja vzhodnih figur, oblečenih v bogato obarvana oblačila; mnoge od teh slik ostajajo še danes. Veliko časa je preživel tudi v Barbizonu, blizu  Fontainebleauškega gozda, kjer so nastale nekatere njegove najslavnejše slike.  Eden od njegovih učiteljev in prijateljev v Parizu je bil François Souchon. 
Okoli leta 1831 je Díaz naletel na Théodora Rousseauja, za katerega je imel zelo v čislih, kljub temu, da je bil Rousseau štiri leta mlajši. V Fontainebleauju je Díaz našel Rousseauja, kako slika svoje čudovite gozdne slike in bil odločen, da bo slikal na enak način, če je le mogoče. Vendar je bil Rousseau takrat slabega zdravja, ogorčen nad svetom, zato mu je bilo težko pristopiti. Diaz mu je ob neki priložnosti sledil do gozda, z leseno nogo je oviral njegovo napredovanje, a se je po slikarju izmuznil in poskušal opazovati njegov način dela. Po nekaj časa je Díaz našel način, kako se spoprijateljiti z Rousseaujem in razkriti njegovo pripravljenost razumeti njegovo tehniko. Rousseauja se je dotaknila strast besed občudovanja in na koncu Diaza naučil vsega, kar je znal.
Díaz je razstavil veliko slik na Pariškem salonu, leta 1851 pa je bil odlikovan s činom Chevalier (vitez) Légion d'honneur . Med francosko-prusko vojno (1870-1871) je odšel v Bruselj. Po letu 1871 so njegova dela postala modna in se postopoma dvigovala po oceni zbirateljev, delal pa je nenehno in uspešno. Díazove najboljše slike so njegovi gozdni prizori in nevihte, prav na teh pa počiva njegova slava. V Louvru je več primerov njegovih del in tri majhne slike v Wallace Collection, Hertford House. Morda najbolj odmevna Diazova dela so La Fée aux Perles (1857, shranjena v Louvru), Sončni zahod v gozdu (1868), Nevihta in Fontainebleauški gozd (1870, hranjena v Leedsu). Metropolitanski muzej umetnosti ima približno dva ducata Diazovih del, vključno z drugo različico Fontainebleauškega gozda in številne risbe in študije.
Diaz sam ni imel dobro znanih učencev, toda François Visconti je do neke mere posnemal njegovo delo in Léon Richet je opazno sledil njegovim metodam slikanja dreves. Jean-François Millet je tudi nekaj časa slikal majhne figure v izogibanju posnemanja Diazovih takrat priljubljenih predmetov. Renoir je nekoč rekel »moj junak je bil Díaz«. Leta 1876 se je med obiskom sinovega groba prehladil. Odšel je v Menton, da bi se pozdravil, a je 18. novembra istega leta umrl.
Sin Díaza, Eugène-Émile (1837–1901), je dosegel nekaj slave kot skladatelj Eugène Diaz.